# كأس السوبر البيلاروسي 2012
بطولة كأس السوبر البيلاروسي 2012 هي النسخة الثالثة من بطولة كأس السوبر البيلاروسي، لعب يوم 6 مارس 2012 في استاد فوتبولنيي مانييش، بين فريق باتي بوريسوف الفائز بالدوري وفريق غوميل الفائز بكأس بيلاروسيا. وقد انتهت المباراة بفوز غوميل بالمباراة بنتيجة 2–0 ليحصد لقبه الأول في تاريخ البطولة.

## التفاصيل
| باتي بوريسوف | 0–2 | غوميل                                    |
| ------------ | --- | ---------------------------------------- |
|              |     | هليب 27' (ركلة حرة)، 62' (بالقدم اليمنى) |

| باتي بوريسوف | غوميل |

| الحكام المساعدون: فيتالي ماليوتسين يفغيني رومانوف الحكم الرابع: ألكسندر ياونيفيتش | قوانين المباراة - 90 دقيقة. - ركلات جزاء ترجيحية إذا استمرت النتيجة متعادلة. - سبعة لاعبين بدلاء يتم تسجيل أسمائهم. - يمكن استخدام خمسة منهم على الأكثر. |